# Фруктовый кефир (группа)
Фруктовый кефир — российская рок-группа из Ростова-на-Дону, начавшая свой путь в начале двухтысячных. Датой образования коллектива принято считать 2005 год, в котором группа музыкально сформировалась и выпустила свой первый альбом.

## История
Группа выпустила четыре альбома. В первый альбом, «Фруктовый кефир», вошли такие песни, как «Белый шоколад», «Пружинка», «Убежали в облака». Во второй альбом «Тишина» — песня «Полина». В альбом «Клетчатый альбом» включены песни «Это я тебя люблю», «Всего ничего» и «Убиваю время» (на которую весной 2011 года был снят клип, попавший в ротацию на телеканалы России и Украины). Четвёртый альбом «Не в себе» вышел в мае 2013 года, в него вошли такие песни как «Никого нет лучше тебя», «Привет, как дела?» и «Карандаш и резинка».
Первый альбом группы «Фруктовый кефир» выпущен в 2005 году. На тот момент участниками группы «Фруктовый кефир» были:
- Алексей Бусурин — вокал
- Константин Негодаев — гитара
- Дмитрий Фомин — бас
- Максим Кабальскис — барабаны
- Овагем Султанян — альт саксофон
- Юрий Сабитов — труба

В том же году группа дала концерты в Москве, выступает в прямом эфире «Нашего радио», участвовала в фестивалях «Крылья» и «Нашествие». Бусурин жил в Москве, остальные приезжали из Ростова. Песни «Белый шоколад или смотри сама, как по-кайфу», «Пружинка (песня потерявшего собаку)» и «Убежали в облака» стали популярны в интернете. Приблизительно в то же время группа записала второй диск под названием «Тишина!»:
- Алексей Бусурин — вокал
- Константин Негодаев — гитара
- Кирилл Афонин — бас
- Максим Кабальскис — барабаны
- Овагем Султанян — альт саксофон
- Юрий Сабитов — труба

Альбом вышел в 2006 году. Отыграв концерты в разных городах России, Бусурин распустил коллектив и решил пригласить новых людей. Ему пришлось учиться играть на многих музыкальных инструментах. В тот период познакомился с Олегом Шунцовым.
В начале 2008 года группа приступила к записи новой пластинки. Порвав отношения с лейблом «Вдох» группа устроила акцию «Купи значок и стань спонсором третьего альбома группы Фруктовый кефир». Денег хватило, чтобы записать демо-материал для третьей пластинки.
В начале 2009 года группа сняла клип на песню «Всего ничего» и в августе года выпустила сингл с одноимённым названием. Клип находился в горячей ротации на телеканале «А-One». В ноябре группа получила награду RAMP 2009 «открытие года».
В декабре 2009 вышел третий альбом «Клетчатый альбом», в котором ребята был совместный трек с участником группы «Каста» Влади. Среди наград, которые группа получила за этот альбом — премия Артемия Троицкого «Степной волк», которую коллектив получил за дизайн обложки.
Участники коллектива на тот момент:
- Алексей Бусурин — вокал
- Константин Негодаев — гитара
- Леонид Климин — бас
- Олег Шунцов — барабаны
- Тимур Некрасов — тенор саксофон

Позже вместо Константина Негодаева пришёл Илья Драгунов, который периодически заменялся Сергеем Коньковым и Александром Папием.
Группа сняла клип на песню «Убиваю время». Через несколько дней клип появился на телеканале A-ONE. Группу покинул Леонид Климин, и на его место пришёл Денис Фомин. В этом составе группа записала свой четвертый альбом «Не в себе». В период записи альбома в Москву приехал первый басист группы Дмитрий Фомин. В записи участвовали:
- Алексей Бусурин — вокал
- Сергей Коньков/Илья Драгунов/Александр Папий — гитара
- Денис Фомин/Дмитрий Фомин — бас
- Олег Шунцов — барабаны
- Тимур Некрасов — саксофон

Бусурин решил сам играть на гитаре.

22 января 2025 году группа выпустила сингл "Ты сломалась?".

### Нынешний состав проекта
- Алексей Бусурин — вокал,  вокализы, речетатив, музыка, автор, kaoss pad, сэмплы, гитары, vj
- Илья Драгунов — соло-гитара, режиссер  клипов
- Леонид Климин — бас-гитара
- Богдан Котов — барабаны
- Тимур Некрасов — саксофон

## Дискография
- 2005 — Фруктовый кефир[1]
- 2006 — Тишина![2]
- 2009 — Клетчатый альбом[3]
- 2013 — Не в себе[4]
- 2018 — Всего ничего
- 2021 — Слышу голоса
- 2021 — Ненабранный номер

## Награды
- Премия RAMP-2009 в номинации «Открытие года».
- Премия Степной волк-2010 в номинации «Дизайн альбома» за Клетчатый альбом.